# Glosholm (Saltvik, Åland)
Glosholm är en halvö i Åland (Finland). Den ligger i den norra delen av landskapet, 30 km norr om huvudstaden Mariehamn. Glosholm ligger på ön Fasta Åland.